# Doodles

logo sboru

Doodles je gay pěvecký sbor, založený v září 2011 v Praze. Repertoár sboru zahrnuje různé žánry od renesanční hudby a lidových písní, přes klasickou sborovou tvorbu 19. a 20. století, operní sbory či muzikál až po moderní populární hudbu. Sbor zpívá s doprovodem i bez něj, k některým písním má choreografii.
Sbor vystoupil v srpnu 2015 na Nové scéně Národního divadla, nebo v roce 2016 v Paříži. V roce 2018 se zúčastnil mezinárodního festivalu LGBTQ+ sborů Various Voices v Mnichově. V roce 2023 zazpíval sbor v Norimberku, Varšavě a dalším Various Voices v Bologni.
Mediální pozornosti se sboru dostalo zejména v souvislosti se zrušením koncertu s jeho účastí v pražském Emauzském klášteře v roce 2016.
Skladatel Jan Dobiáš složil pro sbor Doodles a PMP Ensemble skladbu Rozdvojení téhož. Název skladby odkazuje na rozdvojení androgynní bytosti (Platón – Symposion, řeč Aristofana) složené ze stejného pohlaví, jako jedné ze tří možností složených bytostí (muž-muž, žena-žena, žena-muž), které bozi později rozdělili, aby omezili jejich moc. Kompozice se točí v různé textaci kolem tématu tolerance jinakosti a hodnoty snášenlivosti a laskavosti. Postupně je citován Shakespearův Sonet 121, dále žádost legionáře o milost adresovaná Masarykovi v roce 1935, milostný sonet Michelangela a modlitba z liturgie 11. století. Skladba byla předvedena na koncertu 6 Premieres v rámci Prague Music Performance v roce 2024.